# 池上 (大田区)
池上（いけがみ）は、東京都大田区の地名。住居表示実施済み。現行行政地名は池上一丁目から池上八丁目。

## 地理
大田区内大森地域に属する。東で中央・西蒲田と、南で東矢口、西で国道1号（第二京浜）を境に久が原・千鳥・仲池上、北で南馬込と隣接する。池上本門寺の門前町。南北にやや細長い形をしている、南北に池上道が、西側に国道1号が通り、域内北部を呑川が流れている。池上一丁目の大部分を池上本門寺および山内寺院が占めている。池上六丁目には池上駅があり、商店街が続いている。

### 地価
住宅地の地価は、2025年（令和7年）1月1日の公示地価によれば、池上5-18-3の地点で54万1000円/m2、池上7-19-4の地点で60万2000円/m2となっている。

## 歴史
地方豪族である池上氏が周辺を支配していたことから、池上が地名になったという。付近に池があるわけではない。
1950年、池上に特殊飲食（赤線）業者が進出しようとしたことで地域住民との軋轢が生じ（池上特飲街事件）、参議院文部、厚生地方行政連合委員会でも問題として取り上げられた。結果として業者は進出を断念している。

## 世帯数と人口
2024年（令和6年）4月1日現在（東京都発表）の世帯数と人口は以下の通りである。
| 丁目       | 世帯数     | 人口     |
| ---------- | ---------- | -------- |
| 池上一丁目 | 1,306世帯  | 2,572人  |
| 池上二丁目 | 1,119世帯  | 2,306人  |
| 池上三丁目 | 2,939世帯  | 4,875人  |
| 池上四丁目 | 1,990世帯  | 3,366人  |
| 池上五丁目 | 2,088世帯  | 3,785人  |
| 池上六丁目 | 3,761世帯  | 6,268人  |
| 池上七丁目 | 2,665世帯  | 4,392人  |
| 池上八丁目 | 1,727世帯  | 3,395人  |
| 計         | 17,595世帯 | 30,959人 |

### 人口の変遷
国勢調査による人口の推移。
| 年                 | 人口   |
| ------------------ | ------ |
| 1995年（平成7年）  | 28,536 |
| 2000年（平成12年） | 28,426 |
| 2005年（平成17年） | 28,304 |
| 2010年（平成22年） | 28,886 |
| 2015年（平成27年） | 29,866 |
| 2020年（令和2年）  | 31,477 |

### 世帯数の変遷
国勢調査による世帯数の推移。
| 年                 | 世帯数 |
| ------------------ | ------ |
| 1995年（平成7年）  | 12,574 |
| 2000年（平成12年） | 13,279 |
| 2005年（平成17年） | 13,736 |
| 2010年（平成22年） | 14,867 |
| 2015年（平成27年） | 15,666 |
| 2020年（令和2年）  | 17,068 |

## 学区
区立小・中学校に通う場合、学区は以下の通りとなる（2023年3月時点）。
| 丁目       | 番地                                  | 小学校                 | 中学校                 |
| ---------- | ------------------------------------- | ---------------------- | ---------------------- |
| 池上一丁目 | 3〜10番 12〜14番                      | 大田区立梅田小学校     | 大田区立大森第四中学校 |
| 池上一丁目 | 6番 25〜29番                          | 大田区立池上第二小学校 | 大田区立大森第四中学校 |
| 池上一丁目 | 1番、2番 11番、15番 17〜24番 30〜35番 | 大田区立池上小学校     | 大田区立大森第四中学校 |
| 池上二丁目 | 全域                                  | 大田区立池上小学校     | 大田区立大森第四中学校 |
| 池上三丁目 | 1〜20番 26〜32番                      | 大田区立池上小学校     | 大田区立大森第四中学校 |
| 池上三丁目 | 21番の一部                            | 大田区立池上小学校     | 大田区立蓮沼中学校     |
| 池上三丁目 | 21番の一部 22〜25番 33〜41番          | 大田区立徳持小学校     | 大田区立蓮沼中学校     |
| 池上四丁目 | 全域                                  | 大田区立池上小学校     | 大田区立大森第四中学校 |
| 池上五丁目 | 23〜24番 27〜28番                     | 大田区立おなづか小学校 | 大田区立蓮沼中学校     |
| 池上五丁目 | 4〜21番                               | 大田区立池上小学校     | 大田区立大森第四中学校 |
| 池上五丁目 | 1〜3番 22番 25〜26番                  | 大田区立池上第二小学校 | 大田区立大森第四中学校 |
| 池上六丁目 | 1番 4〜6番 16番                       | 大田区立池上小学校     | 大田区立大森第四中学校 |
| 池上六丁目 | 2〜3番 7〜15番 17〜44番               | 大田区立徳持小学校     | 大田区立蓮沼中学校     |
| 池上七丁目 | 1〜23番 25〜26番 29番                 | 大田区立徳持小学校     | 大田区立蓮沼中学校     |
| 池上七丁目 | 30番                                  | 大田区立矢口東小学校   | 大田区立安方中学校     |
| 池上七丁目 | 24番 27〜28番 31番                    | 大田区立矢口小学校     | 大田区立安方中学校     |
| 池上八丁目 | 20〜27番                              | 大田区立矢口小学校     | 大田区立安方中学校     |
| 池上八丁目 | 1〜19番                               | 大田区立徳持小学校     | 大田区立蓮沼中学校     |

## 事業所
2021年（令和3年）現在の経済センサス調査による事業所数と従業員数は以下の通りである。
| 丁目       | 事業所数    | 従業員数 |
| ---------- | ----------- | -------- |
| 池上一丁目 | 91事業所    | 672人    |
| 池上二丁目 | 78事業所    | 812人    |
| 池上三丁目 | 223事業所   | 2,028人  |
| 池上四丁目 | 159事業所   | 968人    |
| 池上五丁目 | 100事業所   | 932人    |
| 池上六丁目 | 320事業所   | 3,107人  |
| 池上七丁目 | 156事業所   | 1,485人  |
| 池上八丁目 | 85事業所    | 965人    |
| 計         | 1,212事業所 | 10,969人 |

### 事業者数の変遷
経済センサスによる事業所数の推移。
| 年                 | 事業者数 |
| ------------------ | -------- |
| 2016年（平成28年） | 1,215    |
| 2021年（令和3年）  | 1,212    |

### 従業員数の変遷
経済センサスによる従業員数の推移。
| 年                 | 従業員数 |
| ------------------ | -------- |
| 2016年（平成28年） | 9,661    |
| 2021年（令和3年）  | 10,969   |

## 交通

### 鉄道
域内の大部分が東急池上線池上駅が最寄り駅となる。域内周辺部では都営地下鉄浅草線西馬込駅、東急多摩川線矢口渡駅、武蔵新田駅も利用可能である。

### バス
池上通りと国道1号に東急バスの路線が通っている。運行頻度が高い路線が多い。池上通り沿いの路線は、大森駅を拠点としている路線が中心で、池上駅は経由地の一つとなっている。
- 東急バス池上営業所[16]担当
  - 森04：大森操車所 - 大森駅 - 池上駅
  - 森05：大森操車所 - 大森駅 - 池上駅 - 上池上 - 洗足池
  - 品94：品川駅 - 大井町駅 - 大森駅 - 池上駅 - 蒲田駅
  - 井03：大井町駅 - 大森駅 - 池上駅 - 蒲田駅
  - 井09：大井町駅 - 大森駅 - 池上駅
  - 森06・07：大森駅 - 池上駅 - 本門寺裏 - 上池上 - 馬込駅前 - 大森駅（循環）
  - 蒲12：蒲田駅 - 池上警察署 - 雪が谷 - 田園調布駅
- 東急バス荏原営業所担当
  - 反01：五反田駅 - 西馬込駅前 - 池上警察署 - 川崎駅ラゾーナ広場
  - 反02：五反田駅 - 西馬込駅前 - 池上警察署
  - 森01：大森操車所 - 大森駅 - 西馬込駅前 - 池上警察署 - 池上駅 - 蒲田駅（平日のみ）

### 道路
- 国道1号（第二京浜）
- 池上通り
- 本門寺新参道
- 池上道

## 施設

### 公共
- 警視庁池上警察署
- 大田区池上特別出張所
- 池上会館
- 池上図書館
- 池上梅園
- 本門寺公園

### 医療
- 池上総合病院

### 寺社・教会
- 池上本門寺
  - 本行寺（池上大坊）
  - 理境院
  - 照栄院
  - 中道院
  - 常仙院
  - 本成院
  - 本妙院
  - 南之院
  - 覚源院
  - 厳定院
  - 西之院
  - 実相寺
  - 善慶寺
  - 東之院
  - 安立院
  - 心浄院
  - 妙雲寺
  - 養源寺
  - 永寿院
  - 真性寺
  - 本光寺
  - 長勝寺
  - 法養寺
- 大森めぐみ教会

### 現存しない施設
- 池上競馬場 (1906-1910)

## その他

### 日本郵便
- 郵便番号 : 146-0082[2]（集配局 : 千鳥郵便局[17]）。